# Eustaquio Grenier
Eustaquio Grenier (¿?-15 de junio de 1123) fue un caballero flamenco originario de la diócesis de Thérouanne (Flandes) que participó en la Primera Cruzada y que se convirtió en señor señor de Cesarea y de Sidón y fue elegido condestable del Reino de Jerusalén en abril de 1123.

## Orígenes
Se le identifica en un poema en latín de su época como originario de la diócesis de Thérouanne 
en el condado de Flandes hoy en día situada en la región de Norte-Paso de Calais, departamento de Paso de Calais distrito de Saint-Omer.
Probablemente es originario de Beaurain-Château, acompañó a Hugo II de Saint Pol en la Primera Cruzada, en el contingente de Godofredo de Bouillón.
Guillermo de Tiro, su contemporáneo, lo designa como uno de los caballeros del ejército de Balduino de Boulogne.
En 1892, el abad e historiador Daniel Haigneré  en el Boletín de la Sociedad de Anticuarios de  la Morinia, dedica un artículo al poema contemporáneo de Eustaquio que indica « Eustaquio, caballero de renombre, apodado Garnier, príncipe de Cesarea » como parte de los caballeros de la diócesis de Thérouanne que acompañaron en Tierra Santa Balduino de Boulogne.
Joseph Ringel en Cesarea de Palestina: estudio histórico y arqueológico (1975) indica que « hacia 1108, el caballero flamenco Eustaquio Granier recibió en feudo Cesarea».
Jean Richard en El Reino Latino de Jerusalén (1979) escribe que Eustaquio Garnier era del Boulonnais y uno de los más fieles compañeros de 
Balduino de Boulogne.
Steven Tibble en Monarca y señoríos en el reino latino de Jerusalén,, 1099-1291 (1989) escribe que Eustaquio Grenier es un caballero Flameco que llegó al Oriente Próximo entre 1099 y agosto de 1105.
El historiador Alan V. Murray en El reino cruzado de Jerusalén una dinastía histórica 1099-1125 (2000) escribe sobre Eustaquio Grenier:
« Sin embargo, sus orígenes pueden establecerse con un alto grado de certeza. Los versos del poema Versus de viris illustribus diocesis Tarvanensis qui in sacra fuere expeditione se le identifica como un Flaneco originario de la diócesis de Thérouanne  : "Par belramensis, fit princeps Caesariensis / Eustachius notus miles, cognomine Gernirs". La forma "Gernirs" también es utilizada por Guillermo de Tiro y parece ser un vernáculo equivalente de la forma latina del nombre de Eustaquio, lo que parece indicar un oficial a cargo de un "'granarium'" (granero); aunque parece haberse convertido en un apellido hereditario llevado por sus descendientes, No revela nada sobre sí mismo. La frase "'per belramensis'" puede explicarse de la manera más satisfactoria con el nombre "per" en el sentido de "par", un servicio militar con un feudo adjunto, conocido en el condado de Flandes desde mediados del siglo XI, más un adjetivo derivado de un topónimo; puesto que debe buscarse necesariamente en la diócesis de Thérouanne, debe referirse al castillo de Beaurain que se menciona en 723 como "'Belrinio super Qanchia sitas in Pago Tarvaninse" y en los siglos XI y XII como "'Belrem y 'Castellum de Belrain'". Como Beaurain-Château formaba parte del condado de Saint-Pol,  proprietad del conde de Boulogne, es probable que Eustaquio estuviera en el origen en cruzada con el conde Hugues de Saint-Pol y su hijo Engelrand ».
Susan B. Edgington en Albert of Aachen (2007) comparte este análisis y escribió que Eustaquio Grenier probablemente es originario de Beaurain-Château en el condado de Saint-Pol.
Eustaquio se indica con los nombres « Granarius [Garnier] » y « Flamenco de Thérouanne » en el sitio de referencia sobre familias feudales Medieval Lands de la Foundation for Medieval Genealogy.

## Uno de los señores del reino de Jerusalén
Su presencia en la cruzada no fue notoria, aunque consta que participó activamente en la Batalla de Ramla en 1105, y en el Sitio de Trípoli en 1109.
Tras la muerte de Raimundo IV de Tolosa, su hijo mayor, Beltrán, en posesión del Condado de Tolosa, y Alfonso Jordán, un joven bebé de la condesa Elvira Alfónsez, son los únicos herederos del condado de Trípoli. Pero los soldados prefieren elegir a Guillermo Jordán, primo de Alfonso Jordán, como heredero. Alfonso regresa a Tolosa, lo que obliga a Beltrán a partir hacia Tierra Santa y reclamar Trípoli. Allí se enfrenta a Guillermo, que cuenta con el apoyo de Tancredo de Galilea. El rey Balduino II de Jerusalén decide enviar a dos emisarios para resolver pacíficamente el asunto: Payen de Caiffa y Eustaquio de Grenier. El encuentro tuvo lugar en junio de 1109, en el castillo de Monte Peregrino. Beltrán se hace con Trípoli tras asediarla.
El 19 de diciembre de 1110 se le concedió la ciudad de Sidón, después de haber sido capturada por Balduino II, ayudado por Sigurd I de Noruega, y una escuadra veneciana liderada por el dux en persona, Ordelafo Faliero. Los cristianos de Sidón hicieron fracasar una conspiración contra Balduino II, y el 4 de diciembre entregaron la ciudad. Por entonces ya era señor de Cesarea, que había sido capturada en 1101, y ahora también era señor de Sidón.
También participó en el asedio de Shaizar, que al final no fue capturada, y en 1111 en el asedio de Tiro. En este último, supervisó la construcción de la maquinaria de asedio.
En 1120 estuvo presente en el Consejo de Nablus, convocado por Balduino II de Jerusalén, donde las leyes del reino fueron por primera vez redactadas.
Cuando en abril de 1123 Balduino II es capturado por los Ortóquidas en una expedición al Condado de Edesa, Eustaquío es elegido condestable de Jerusalén y regente del reino. Como regente, Eustaquío vence en la Batalla de Yibneh a los egipcios fatimidas que pretendían invadir Ibelín el 29 de mayo de 1123.
Eustaquío murió poco después, el 15 de junio de 1123, y fue sustituido como condestable y regente por Guillermo I de Bures (cuya hija o sobrina, Inés, se casará con Gerardo, el hijo mayor de Eustaquío). Fue enterrado en Jerusalén en la Abadía de Santa María Latina. Según Fulquerio de Chartres fue "un hombre combativo, de noble carácter" y según Guillermo de Tiro "un hombre sabio y prudente, con gran experiencia en los asuntos militares".

## Descendientes
Eustaquio se casó con Emelota o Emma, la sobrina del Patriarca Arnulfo de Chocques, y se le concedió Jericó y sus ingresos, que anteriormente eran propiedad de la iglesia. Emelota, al morir Eustaquío, se casó en segundas nupcias con Hugo II de Jaffa.
Eustaquio y Emma de Chocques tuvieron dos hijos :
- Gerardo (1101-1171) le sucedió en Sidón.[8]
- Gutierre (1102-1154) le sucedió en Cesarea y se casó con Eschiva de Tiberíades.[8]

Su descendiente Julián Grenier vendió Sidón a los Caballeros Templarios después de que fue destruido por los mongoles en 1260 después de la Batalla de Ain Jalut.
Sus descendientes continuaron gobernando Cesarea hasta que se convirtió en propiedad de John Aleman por derecho de su matrimonio con Margaret Grenier en 1238 o 1243.
La familia Granier o Grenier se extinguió con dos hermanos: Balián II (que murió en Botrón en 1277) y Juan (que murió en Armenia en 1289), eran los hijos de Julián Grenier (murió en 1275), señor de Sidón y su esposa Eufemia, hija de Hethum I, rey de Armenia.